# David Wu
David Wu, född 8 april 1955 i Hsinchu, Taiwan, är en kinesisk-amerikansk politiker (demokrat). Han representerade delstaten Oregons första distrikt i USA:s representanthus 1999–2011.
Wus hankinesiska föräldrar hade flytt till Taiwan från Fastlandskina på grund av kinesiska inbördeskriget. Wu kom 1961 till USA med sin familj.
Wu avlade 1977 grundexamen vid Stanford University. Han avlade sedan 1982 juristexamen vid Yale Law School.
Kongressledamoten Elizabeth Furse kandiderade inte till omval i kongressvalet 1998. Wu vann valet och efterträdde Furse i representanthuset i januari 1999.